# Teatro de la Ciudad San Francisco
El Teatro de la Ciudad San Francisco es un teatro ubicado en el centro histórico de Pachuca de Soto, en el estado de Hidalgo, México.

## Historia
El teatro se encuentra en los terrenos que fueran parte de la Hacienda de Beneficio de Guadalupe,  y de los terrenos del Convento de San Francisco. Durante el período del gobernador, Amado Azuara, de 1921 a 1923, con objeto de mejorar la ciudad se abrieron más calles, se fraccionara y se lotifican los terrenos que pertenecieron al  convento de San Francisco para formar distintas colonias. Los Gobernadores subsecuentes, siguieron fraccionando hasta que desaparecen la Hacienda de Beneficio de Guadalupe, el Panteón San Rafael, y lo que fuera la huerta del Convento de San Francisco.
Hasta 1991 funcionó como cine, para posteriormente ser remodelado ex profeso por el arquitecto Alejando Luna y Félida Medina a través de la constructora ICA. Fue inaugurado el 15 de marzo de 1993, la primera representación fue Orquesta Filarmónica del Bajío, hoy, Orquesta Filarmónica de Querétaro con la dirección de Sergio Cárdenas. El  30 de octubre de 1994, la banda Radiohead dio un concierto en este teatro, en lo que fue una pequeña gira en México; asistieron entre 750 y 800.

## Arquitectura

### Fachada

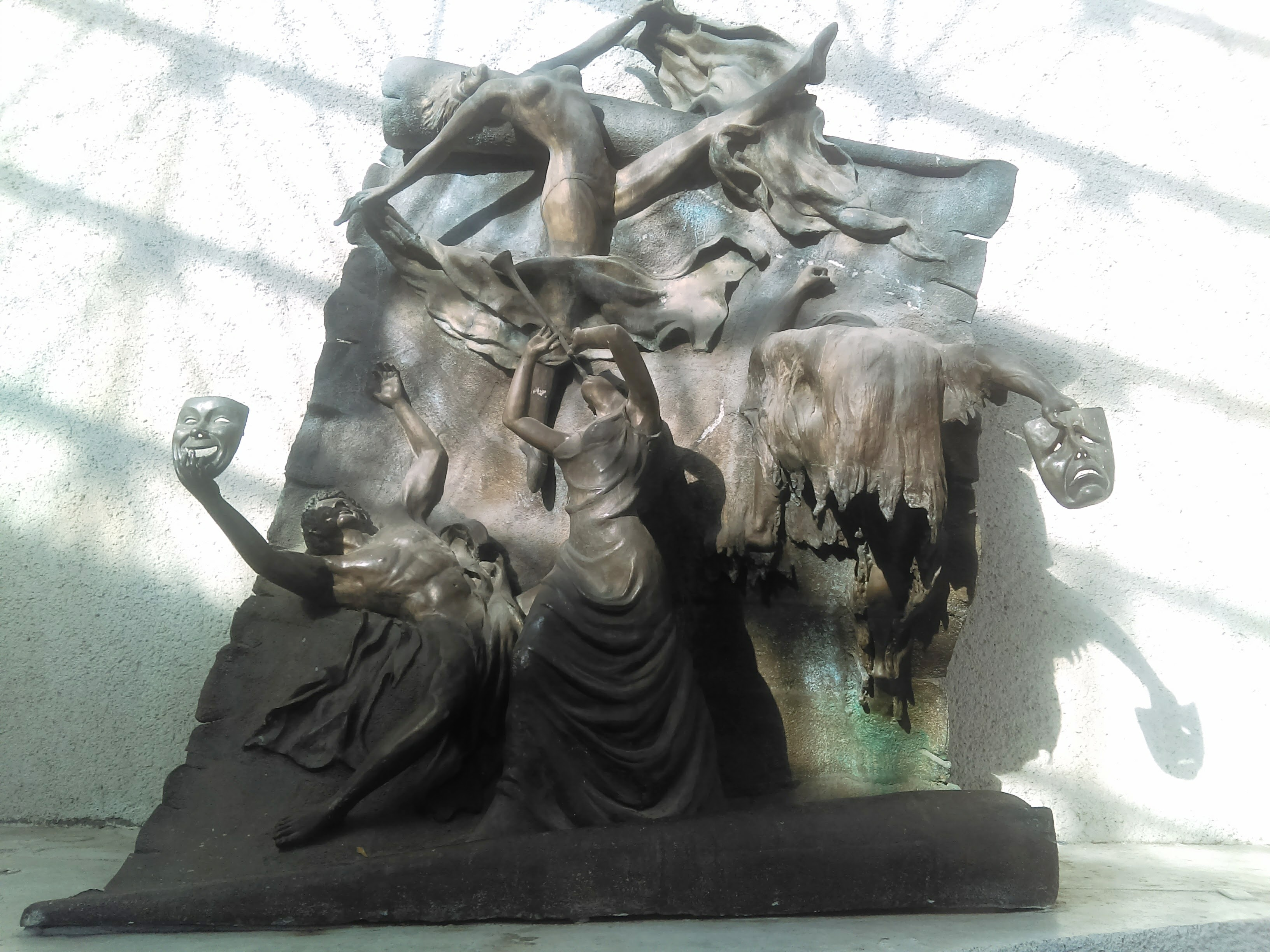
Escultura elaborada por Gabriel Ponzanelli.

Cuenta con una fachada de cantera con tres arcos de medio punto. Ingresando al teatro, del lado derecho sobresalen unas esculturas de bronce, las cuales fueron labradas por Gabriel Ponzanelli. La escultura representa a través de cuatro figuras masculinas y femeninas el arte a través de la danza, la música y el teatro. Como saliendo de un pergamino, estas cuatro figuras semidesnudas sostienen máscaras, instrumentos musicales y asemejan estar en medio de una danza.

### Interior
El teatro tiene un aforo de 946 localidades numeradas: 914 fijas y 32 móviles (700 en el primer piso y 246 en segundo piso). El escenario es de tipo italiano, con piso de triplay. El ancho y la altura de la boca escena es de 12 m, y la distancia del fondo negro al telón de boca es de 12 m. El proscenio es de 1.5 m de largo por 12 m de ancho; y la altura del piso del escenario a la parrilla es de 22 m. El desahogo derecho e izquierdo es de 25 m de altura x 2 m de ancho x 12 m de largo. La fosa para orquesta es de tipo móvil, con altura del piso al escenario de 2.50 m por 4 m de ancho por 12 m de largo.

### Iluminación y sonido
En cuanto iluminación cuenta con una consola de iluminación marca Colortran de 48 canales y 552 escenas, un banco de 192 dimmers marca Strand ligthin, de 160 Hz y 2.4 kW; se tiene 136 reflectores marca Colortran de 1000 w y 120 V: 50 leekos; 13 fresneles de 8 inch y 13 de 6 inch; 60 par 64. Además de seis diablas marca Colortran de 3 circuitos y 120 V, 5 cicloligts marca Colortran de 1000 w y 120 V y 4 varas para iluminación. En cuanto a sonido se cuenta con dos consolas: uno marca Digico, modelo sd9 de 8 canales internos; y uno marca Yamaha, modelo 24010 de 32 canales externos, ubicadas en cabina. Y dos amplificadores marca Crown, modelo Macrotech de 127 V y 2400 w; ubicados en escenario.